# Peter Gee
Peter Gee (ur. 6 marca 1961) – basista i gitarzysta zespołu Pendragon. Na koncertach okazjonalnie gra też na instrumentach klawiszowych.

## Życiorys
Jest synem anglikańskiego pastora. Poznał Nicka Barretta dzięki swojemu bratu. Początkowo w zespole miał grać na gitarze, lecz ostatecznie, po odejściu Roberta Dolby’ego został basistą. Wydał cztery albumy solowe: Heart of David (1993), Vision of Angels (1997), The Spiritual World (2008) i East Of Eden (2011) które w sferze tekstów są bardzo związane z chrześcijaństwem. Jako zadeklarowany chrześcijanin wydał też dwie książki o jego wierze.

## Dyskografia
- Heart of David (1993)
- Vision of Angels (1997)
- The Spiritual World (2008)
- East Of Eden (2011)